# Cupido lucina
Cupido lucina är en fjärilsart som beskrevs av Henry Trimen. Cupido lucina ingår i släktet Cupido och familjen juvelvingar. Inga underarter finns listade i Catalogue of Life.